# Pipin Langobardski
Pipin, kralj Italije (781-810), * 777, † 8. julij 810, Milano.
Pipin je bil tretji sin Karla Velikega, drugi z ženo Hildegardo. Rojen kot Karlman je po izdaji očeta s strani brata Pipina Grbastega kraljevsko ime prešlo na njega. Za kralja Italije je bil imenovan po zavzetju ozemlja Langobardov v severni Italiji, kronan z železno krono Langobardov 15. aprila 781 od papeža Hadrijana I.
Kot kralj Italije je delal na širitvi Frankovskega cesarstva. Leta 791 je v pohodu z langobardsko vojsko skozi dolino reke Drave pustošil po Panoniji medtem ko je njegov oče korakal ob reki Donavi proti ozemlju Avarov, vendar je zaradi upora Sasov leta 792 moral prekiniti pohod. Pipin je kljub temu skupaj s furlanskim vojvodom Erikom nadaljeval pohod proti Avarom in pri tem zavzel njihova oporišča, med drugim tudi njihovo glavno utrdbo, plen pa poslal v Aachen h Karlu Velikemu, kjer je bil razstavljen.
Njegove dejavnosti so vključevale tudi dolgo, vendar neuspešno obleganje Benetk v letu 810. Po šestih mesecih so v njegovi vojski začele pustošiti bolezni, tako se je moral umakniti, kmalu zatem pa je umrl.
Pipin je imel z ženo Berto, hčerko toulouškega grofa Viljema Gellonskega, pet hčera, poleg njih pa tudi nezakonskega sina Bernarda, ki je po njegovi smrti prevzel naslov kralja Italije, medtem ko je Frankovsko cesarstvo po smrti Karla Velikega leta 814 prešlo na Pipinovega mlajšega brata Ludvika Pobožnega.
| Predhodnik: Karel Veliki | Kralj Italije 781–810 | Naslednik: Bernard Langobardski |

1. 1 2 3  Settipani C. La Préhistoire des Capétiens: Première partie : Mérovingiens, Carolingiens et Robertiens — Villeneuve-d'Ascq: 1993. — P. 211. — ISBN 978-2-9501509-3-6